# Dolmen von Vinyes Mortes

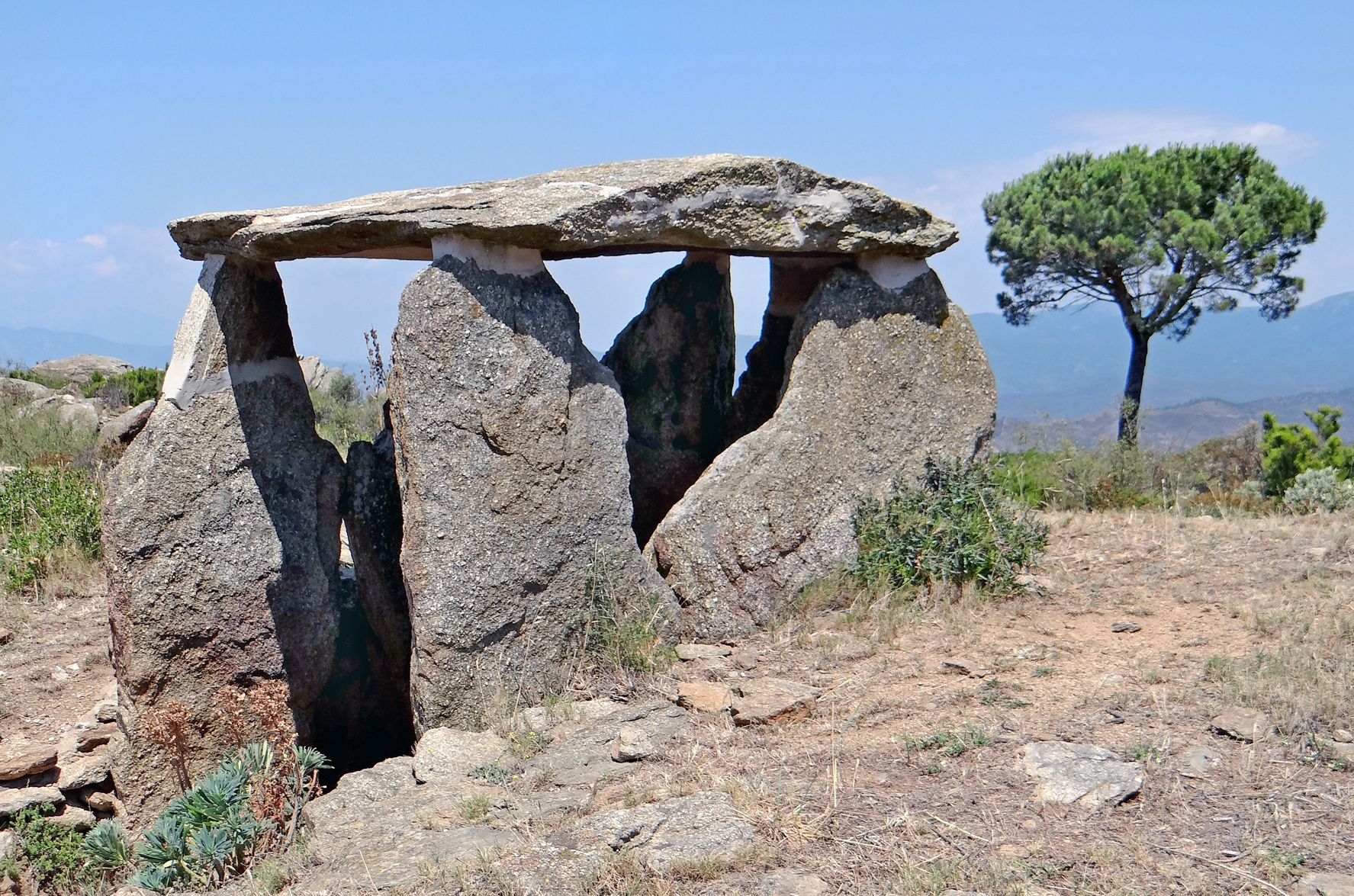
Dolmen de les Vinyes Mortes I

Die Dolmen von Vinyes Mortes 1 + 2 liegen etwa 500 Meter östlich vom Dolmen Carena, in Vilajuïga, bei Pau in Katalonien in Spanien. Die Dolmen sind aus dem lokalen Gneis errichtet. Um die Kammern liegen die Reste der Tumuli aus kleineren Steinen.

## Vinyes Mortes 1
Der bizarr wirkende Dolmen „Vinyes Mortes 1“ (Lage) besteht aus sechs dünnen, schmalen, hohen Tragsteinen und dem ergänzten Deckstein. Die rechteckige Kammer misst etwa 2,0 × 1,4 Meter bei etwa 1,7 Meter Höhe. Die Spitzen einiger Tragsteine wurden 1997 von Isidre Macau unsachgemäß restauriert. Der eingeengte Kammerzugang ist nach Süden orientiert.

## Vinyes Mortes 2
Der Dolmen „Vinyes Mortes 2“ (Lage) weist eine Kammer von 3,5 × 2,6 Metern und 2,4 Metern Höhe auf, deren Decksteine fehlen. Die Kammer ist zugewachsen.
Gefunden wurden einige unverzierte Fragmente handgemachter Keramik und ein Stück Feuerstein. Die Dolmen wurden vom 3. Jahrtausend v. Chr. bis in die Bronzezeit, etwa tausend Jahre lang genutzt.